# DI Videnrådgiverne
DI Videnrådgiverne er et branchefællesskab i DI - Dansk Industri, som samler op mod 700 professionelle virksomheder, der leverer videnrådgivning.
Medlemmerne arbejder indenfor IT-rådgivning, rådgivende ingeniører, arkitekter, reklame og kommunikation, managementkonsulenter, forskning og produktudvikling, markedsanalyse og meningsmåling, design og formgivning, IPR og patenter, advokater, sikkerhedssystemer, HR og rekruttering, ledelses- og medarbejderudvikling.

## DI Videnrådgivernes formål
- Skabe gode rammevilkår for branchen
- Udbrede forståelsen for den værdiskabelse, som professionelle rådgiver- og videnservicevirksomheder tilfører virksomheder og den offentlige sektor
- Udvide markedet for rådgivningsydelser
- Styrke og udvikle branchens placering og omdømme i samfundet.

### Foreninger tilknyttet DI Videnrådgiverne
- Foreningen af Rådgivende Ingeniører, FRI
- Managementrådgiverne, MR

Henriette Søltoft er branchedirektør for DI Videnrådgiverne.
Søren Holm Johansen er formand for DI Videnrådgiverne.